# Brasie Motor Car Company
Brasie Motor Car Company war ein US-amerikanischer Hersteller von Automobilen.

## Unternehmensgeschichte
Frank R. Brasie gründete im Juli 1914 das Unternehmen als Nachfolgeunternehmen der Brasie Motor Truck Company. Der Sitz war in Minneapolis in Minnesota. Die Produktion von Automobilen begann, die als Brasie vermarktet wurden. 1916 endete die Produktion.
Die Packet Motor Car Manufacturing Company wurde Nachfolger.

## Fahrzeuge
Im Angebot standen Fahrzeuge, die als Cyclecar bezeichnet wurden, obwohl sie die Kriterien nicht erfüllen. Die Basis stellte eine Entwicklung der Shapiro-Michaelson Motor Car Company dar. Konstrukteur war Joseph M. Michaelson. Ein wassergekühlter Vierzylindermotor trieb die Fahrzeuge an. 69,85 mm Bohrung und 101,6 mm Hub ergaben 1557 cm³ Hubraum und 12 PS Leistung. Die Motorleistung wurde über ein Friktionsgetriebe und Riemen an die Hinterachse übertragen. Das Fahrgestell hatte 254 cm Radstand. Zur Wahl standen ein zwei- und ein viersitziger Roadster sowie ein kleines Nutzfahrzeug.
Das Modell Packet entsprach dem ersten Modell, war aber etwas teurer.

## Modellübersicht
| Jahr      | Modell   | Zylinder | Leistung (PS) | Radstand (cm) | Aufbau                                              |
| --------- | -------- | -------- | ------------- | ------------- | --------------------------------------------------- |
| 1914–1916 | Cyclecar | 4        | 12            | 254           | Messenger Roadster 2- und 4-sitzig, Packet Delivery |
| 1914–1916 | Packet   | 4        | 12            | 254           | Roadster 2- und 4-sitzig, Delivery                  |